# Atatürk-Brücke
Die Atatürk-Brücke (türkisch Atatürk Köprüsü) ist eine Straßenbrücke im europäischen Teil von Istanbul. Sie führt über das Goldene Horn und verbindet die Stadtbezirke Beyoglu im Nordosten und Fatih im Südwesten. Die heutige Brücke wurde 1940 dem Verkehr übergeben und ist nach dem Staatsgründer Mustafa Kemal Atatürk benannt.

## Beschreibung
Die Atatürk-Brücke ist 477 m lang und 25 m breit. Sie hat 2 × 3 Fahrspuren, die durch eine mittige Stahlseilbarriere voneinander getrennt sind, und beidseits 2,50 m breite Gehwege. Die Geschwindigkeit ist auf 50 km/h beschränkt.
Es ist eine auf Pontons aufgeständerte stählerne Balkenbrücke, deren Fahrbahnplatte durch sieben Längsträger und zahlreiche Querträger gestützt wird.
Sie hat zwei ständig offene Durchlässe für den Schiffsverkehr. Bei Bedarf können die beiden mittleren Segmente für größere Schiffe ausgeschwommen werden.

## Geschichte
Die Atatürk-Brücke steht an der Stelle der früheren Alten Brücke (Cisr-i Atik) zwischen Azapkapı am nordwestlichen Ende von Galata und dem gegenüberliegenden Unkapanı, also der von Sultan Mahmud II. 1836 eröffneten ersten Brücke über das Goldene Horn (wenn man von Brücken in der Antike am oberen, schmalen Ende des Goldenen Horns absieht). Die hölzerne, etwa 10 m breite Schwimmbrücke war mautfrei und ersparte den Bewohnern die teuren Fährgebühren. Die Unkapanı Köprüsü wurde deshalb im Volksmund auch Hayratiye Köprüsü (Wohltätigkeitsbrücke) genannt.
Sie sollte durch eine 18 m breite eiserne Pontonbrücke ersetzt werden, mit der das französische Unternehmen Forges et Chantiers de la Méditerranée 1870 beauftragt war. Verzögerungen infolge des Deutsch-Französischen Krieges führten dazu, dass der Auftrag 1872 dem britischen Unternehmen G. Wells erteilt wurde,  die die Brücke 1875 fertigstellten.
1912 wurde diese Brücke verschrottet und durch die damalige Galatabrücke ersetzt, die an ihre Stelle gezogen wurde. Sie war bis 1936 im Einsatz, als sie durch einen Sturm schwer geschädigt wurde, so dass man sich zum Bau der gegenwärtigen Atatürk-Brücke entschloss.